# Вецтиранс, Юрис
Юрис Вецтиранс (латыш. Juris Vectirāns , (16 октября 1953, Яунелгава) — военный деятель латвийской армии, советский сотрудник МВД. Бригадный генерал Латвии. Окончил Школу МВД Львова, George C. Marshall,. Национальную академию обороны. Генеральный инспектор НВС Латвии. Командующий Рижским гарнизоном Национальных вооруженных сил. Майор МВД СССР. Член НФЛ. Создатель и командир 1-го полицейского батальона «белых беретов». Награждён Орденом Трех Звезд IV степени (1995).